# Контрада Сера (Потенца)
Контрада Сера (итал. Contrada Serra) је насеље у Италији у округу Потенца, региону Базиликата.
Према процени из 2011. у насељу је живело 24 становника. Насеље се налази на надморској висини од 664 м.